# Serielle Schnittstelle

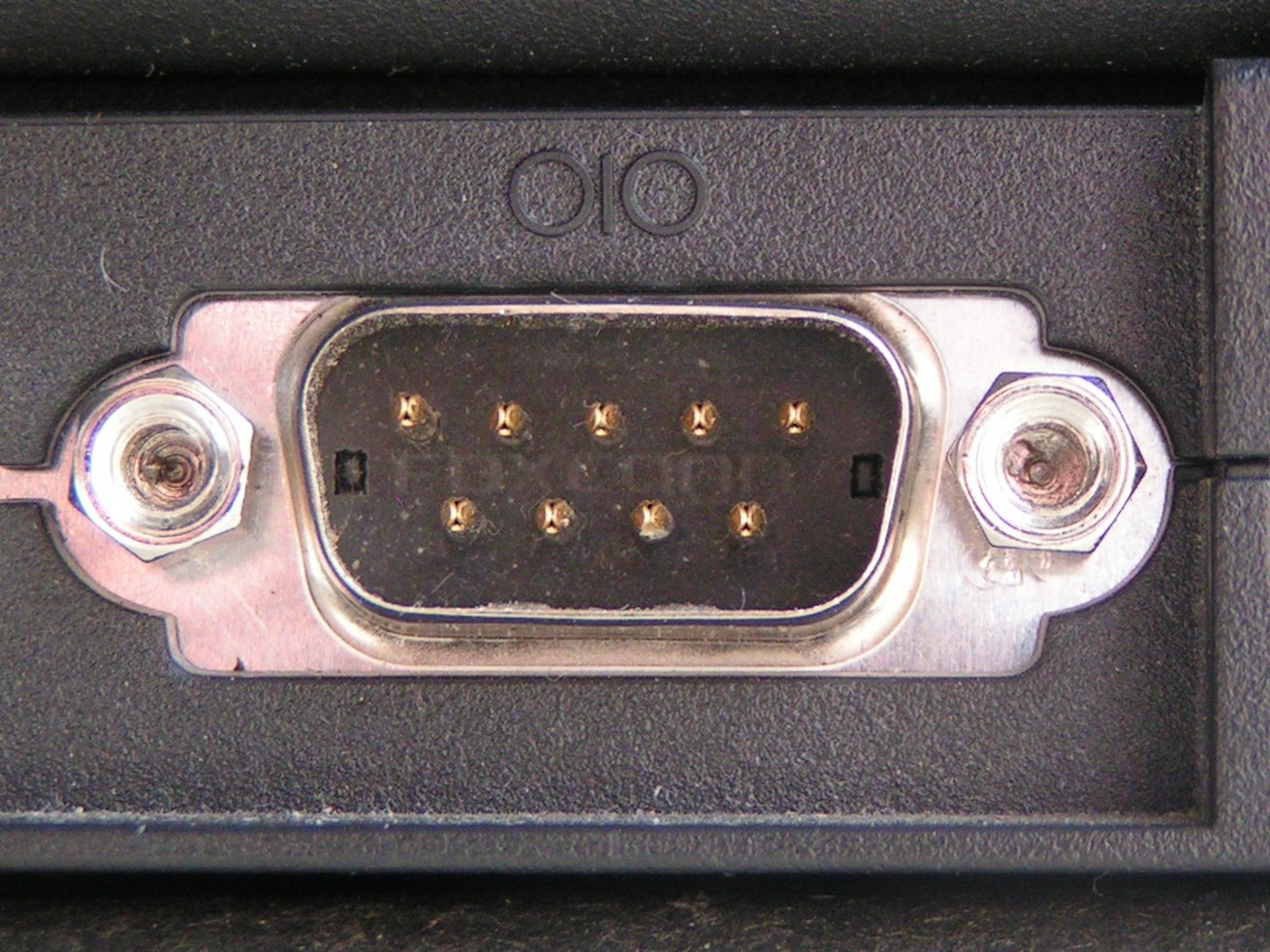
D-Sub-Stecker einer seriellen Schnittstelle (RS232, 9-polig)

Die serielle Schnittstelle ist eine umgangssprachliche Bezeichnung für eine Schnittstelle zur Datenübertragung zwischen zwei Geräten, bei denen einzelne Bits zeitlich nacheinander übertragen werden (Serielle Datenübertragung). Die Bezeichnung wird in Abgrenzung zu einer parallelen Schnittstelle benutzt, bei der mehrere Bits zeitgleich auf mehreren Stromkreisen übertragen werden (Parallele Datenübertragung). Beide Bezeichnungen sind unpräzise und werden für eine große Anzahl unterschiedlicher Schnittstellendefinitionen benutzt.
Gegenüber parallelen Schnittstellen benötigt die serielle Schnittstelle weniger Stromkreise und demzufolge einen geringeren Verkabelungsaufwand, was besonders bei größeren Distanzen bedeutsam ist. Parallele Schnittstellen boten historisch größere Übertragungsgeschwindigkeiten und wurden daher für Anwendungen bevorzugt, bei denen große Datenmengen über kurze Distanz zu übertragen waren, wo die Kabelkosten nicht dominierten. Dieses Argument ist allerdings inzwischen obsolet, die technische Entwicklung der seriellen Schnittstellen hat die der parallelen Schnittstellen überholt.
Im engeren Umfeld von Personal Computern ist mit der seriellen Schnittstelle meist eine Schnittstelle nach EIA-RS-232 gemeint, in der Regel unter Verwendung eines 9-pin D-Sub-Steckers. Sie dient dort traditionell dem Anschluss von Peripheriegeräten an den PC, die mit vergleichsweise moderaten Übertragungsgeschwindigkeiten auskommen, wie z. B. Tastaturen, Mäuse, Drucker, DFÜ-Geräte etc., ist aber inzwischen weitgehend durch die universellere USB-Schnittstelle ersetzt worden. Die USB-Schnittstelle arbeitet zwar ebenfalls seriell, ist aber umgangssprachlich meist nicht gemeint, wenn man von "der seriellen Schnittstelle" redet. Zwischen USB und RS-232 existieren günstige Adapter, so dass die meisten PC-Hersteller dazu übergegangen sind, auf die RS-232 Schnittstelle im Grundgerät zu verzichten.
Serielle Schnittstellen im weiteren Sinn sind sehr weit verbreitet und existieren in sehr vielen Ausprägungen und Varianten. Es gehören dazu neben Punkt-zu-Punkt Verbindungen wie RS-232 und RS-422 auch Netzwerk- und Busschnittstellen, wie z. B. Ethernet, CAN-Bus oder RS-485. Datenraten, mögliche Übertragungsdistanzen und andere Eigenschaften unterscheiden sich z. T. beträchtlich, so existiert für fast jeden Anwendungsbereich eine passende Schnittstellendefinition. Siehe dazu die Auflistung weiter unten.
Serielle Schnittstellen unterscheiden sich nicht nur durch den verwendeten Steckverbinder und die elektrischen Übertragungsparameter, sie benutzen auch unterschiedliche Methoden zur Übertragungssteuerung, Datenflusskontrolle und zur Synchronisation (siehe dazu Kommunikationsprotokoll). Sie können in eine Richtung („simplex“) oder in beide Richtungen („duplex“) arbeiten, Letzteres entweder abwechselnd („halb-duplex“) oder gleichzeitig („voll-duplex“) (siehe dazu Duplex (Nachrichtentechnik)).

## Entwicklung
RS-232 entstand ursprünglich in den 1960er Jahren als Schnittstelle für Datenübertragung zu Terminals, die aus Lochstreifenleser und -stanzer sowie einem Eingabegerät, das einem Fernschreiber sehr ähnelte, bestanden. Bildschirmterminals gab es erst viel später, jedoch auch noch bis in die 1980er Jahre hinein, da die Computer in der Regel keine Bildschirmausgabe hatten.
Die serielle RS-232-Schnittstelle bediente auch Modems, die zu übertragende Nachrichten auf Telefonleitungen umsetzten. Größte Popularität erlangte diese Schnittstelle zur Vernetzung von Terminals (z. B. VT100) mit Host-Rechnern, insbesondere der Firma DEC. Die RS-232-Schnittstelle wurde auch bei CAD-Systemen eingesetzt, um grafische Terminals (Tektronix) mit schnellen Großrechnern zu verbinden.
Da in den 1980er Jahren einzig Telefonleitungen zur Fernübertragung von Daten (z. B. mit BTX) zur Verfügung standen, deren Übertragungsrate in Empfangsrichtung 1200 und in Senderichtung auf 75 Bit pro Sekunde begrenzt war (obere Grenzfrequenz um 3500 Hz), wurde RS-232 entsprechend zugeschnitten. Die einstellbaren Datenraten lagen zwischen 110 und 19200 Bit pro Sekunde. Erst mit der Nutzung als Terminal-Schnittstelle wuchs das Bedürfnis nach höheren Datenraten. Heute werden meist 19200 Bit pro Sekunde angegeben. Bei dieser moderaten Übertragungsgeschwindigkeit kann noch auf die Handshake-Leitungen verzichtet und das XON/XOFF-Protokoll (siehe Datenflusssteuerung) angewendet werden, was den Verkabelungsaufwand zwischen Datenübertragungseinrichtung (DÜE) und Datenempfangseinrichtung (DEE) minimiert.
Während die ursprüngliche Schnittstellendefinition 25-polige Stecker bzw. Buchsen vorsah (wegen der vielen Handshake-Signale), wurde in den 1990er Jahren (vor allem beim PC) die Schnittstelle 9-polig realisiert. Man verzichtete dabei auf die Leitungen, die für die synchrone Datenübertragung notwendig waren, da diese Übertragungsart von den häufig eingesetzten UART des Typs i82c50 (und seiner bekannteren Derivate NS16c550) nicht unterstützt wurde.
Für die Übertragung hoher Datenraten auf kurze Entfernung setzte sich dagegen die parallele Schnittstelle (Centronics, ECP, EPP) durch, bevor serielle und parallele Schnittstellen weitgehend durch USB abgelöst wurden.

## Standards
Es gibt verschiedene Standards, die serielle Übertragungsarten spezifizieren. Dazu gehören:
1. Ursprüngliche Schnittstellen-Standards:
  - EIA-232 (RS-232, V.10) – 1962 eingeführte serielle Schnittstelle
  - EIA-422 (RS-422, V.11) – differentielle Transmitter und Receiver
  - EIA-423 (RS-423, V.10) – asymmetrische Schnittstelle ähnlich RS232
  - EIA-485 (RS-485, V.11) – differentielle Transceiver (fälschlich auch als Partyline bezeichnet)
  - Partyline – differentielle Transmitter und Receiver mit jeweils zusätzlicher Masseleitung (6-Draht)
  - Low Voltage Differential Signaling (LVDS, EIA-644) – vgl. RS-422
  - TTY-Schnittstelle (Current-loop)
2. Kommunikation vorwiegend auf Platinenebene:
  - I²C-Bus – Für Kommunikation innerhalb eines Gerätes, mit einem Daten- und einem Taktsignal z. B. bei Telefonkarten
  - I²S-Bus – Für den Austausch von Audiodaten (Inter-IC Sound interface) z. B. ADC → Signalprozessor → DAC
  - Serial Peripheral Interface (SPI) – Für Kommunikation innerhalb eines Gerätes, mit Daten- und Takt-Signal z. B. Serial-Flash-Speicher
  - 1-Wire-Bus – Für die Kommunikation innerhalb eines Gerätes oder zwischen mehreren proprietären Geräten über eine Datenleitung (z. B. MDE, PDA und Akku)
3. Kommunikation innerhalb eines Gerätes:
  - Serial ATA (S-ATA) – für Verbindung zur PC-Festplatte
  - Serial Attached SCSI (SAS) – für Verbindung mit SAS-Festplatten
  - M.2 Verbindung für Mini-SSDs auf Hauptplatinen
  - PCI-Express – neuer PC-Standard, ersetzt die parallelen Datenbusse AGP und PCI
4. Kommunikation in der Größenordnung 1 bis 10 Meter:
  - FireWire (i.LINK oder IEEE 1394) – z. B. für Festplatten-, Audio- und Videodaten
  - Universal Serial Bus (USB)
  - PS/2 – Mini-Din-Anschluss (früher DIN) für Maus und Tastatur bei PCs
  - CBM-Bus – ein durch Commodore Business Machines bitseriell adaptierter Bus in Anlehnung an den IEC-625-Bus
  - Digital Visual Interface (DVI) – Übertragung von Videodaten
  - High Definition Multimedia Interface (HDMI) – Digitale Übertragung von Audio- und Videodaten
  - RC5-Code – Infrarot-Übertragungsstandard für Fernbedienungen
  - Infrared Data Association (IrDA) – Standard zur IR-Kommunikation zwischen Laptops, Handys usw.
  - Bluetooth – Funknetzstandard für kleinere Distanzen für Headset, Handy, Laptop
  - Unilink – von Sony entwickelte proprietäre Fahrzeug-Infotainment-Schnittstelle
  - MIDI – für Musikinstrumente
5. Abstand bis 100 Meter:
  - S/PDIF – für Audio- und Musikinstrumente
  - To Host – siehe auch MIDI, MP3
  - DMX – Bühnentechnik, Beleuchtung
  - Sony/Philips Digital Interface (S/PDIF, TOSLINK) – für Audiodaten im Consumer-Bereich
  - AES/EBU (AES3) – für Audiodaten im Studiobereich, siehe auch S/PDIF
  - LIN-Bus (Local Interconnect Network) für die Vernetzung von Sensoren und Aktoren
6. Robustere Bussysteme:
  - Controller Area Network (CAN-Bus) – Steuerungstechnik, Fahrzeugtechnik
  - Profibus – Industriebus für Automatisierungstechnik von Siemens
  - Profinet – Industriebus auf Ethernetbasis für Automatisierungstechnik von Siemens
  - DIN-Messbus – Feldbus für Automatisierungstechnik
  - Multi Point Interface (MPI) – für Automatisierungstechnik von Siemens
  - Interbus-S – Feldbus für Automatisierungstechnik von Phoenix Contact
  - BITBUS – Feldbus IEEE 1118
  - Modbus – Feldbus zwischen Geräten
  - Partyline – Feldbus für Terminals zur Betriebsdatenerfassung von INCA
  - Local Operating Network (LON) – auch Automatisierungstechnik
  - S0-Bus – Endgeräteschnittstelle bei ISDN (digitales Weitverkehrsnetz; Telefonie)
  - Ethernet – Netzwerke, Internet
  - Wireless LAN (WLAN) – lokales Funknetz IEEE 802.11
  - FlexRay – Fahrzeugtechnik
  - AS-Interface – Feldbus zum Anschluss von Aktoren und Sensoren
  - EtherCAT – Feldbus für Automatisierungstechnik (von Beckhoff initiiert)
7. Datenbusse im Bereich Avionik:
  - ARINC 429 (Aeronautical Radio Incorporated) – Klassischer Datenbus für Verkehrsflugzeuge
  - ARINC 629: Datenbus für Zivilflugzeuge (Boeing 777), Weiterentwicklung von ARINC 429
  - ARINC 664: Ethernet-Protokoll AFDX für Flugzeuge
  - ARINC 825: Auf CAN basierender Datenbus für Airbus und Boeing
  - AS6003: Time-Triggered Protocol implementiert fehlertolerante zeitgesteuerte Kommunikation
  - AS6802: TTEthernet (Time-Triggered Ethernet) zeitgesteuerte Kommunikation basierend auf Ethernet